# Club nàutic

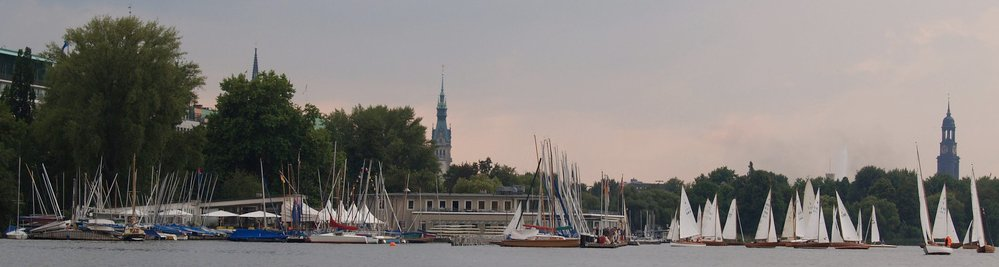
Vista del Hamburger Sailing Club (HSC) al moment d'una regata.

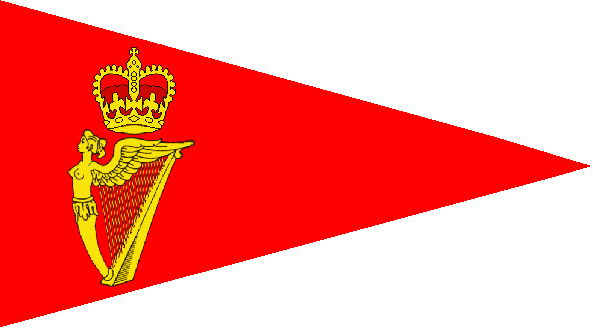
Bandera del Royal Cork Yacht Club, club nàutic fundat el 1720

Un club nàutic és una associació esportiva dedicada a la pràctica i promoció de les activitats nàutiques.
Els primers clubs nàutics es varen iniciar a la Gran Bretanya aproximadament en el segle xviii, ans que és difícil fixar una data. Hom podria dir que el primer veritable club nàutic del món, el Royal Cork Yacht Club es va fundar l'any 1720. Tot i així aquest club va canviar de nom durant la seva trajectòria i també va passar per èpoques que varen veure la seva activitat interrompuda.

## Tipologia
Històricament hi ha dues varietats de clubs nàutics: 
- Els que es varen inspirar en els "Yacht Clubs" que eren associacions de propietaris de grans iots, com el Royal Sydney Yacht Squadron d'Austràlia de model Britànic. Els clubs d'aquest tipus estaven reservats en principi exclusivament a l'aristocràcia i la gent de gran poder econòmic, car al seu origen la vela era un esport dels rics. D'una manera general el Reial Club Marítim de Barcelona, el Reial Club Nàutic de Barcelona i el Reial Club Nàutic de Tarragona corresponien inicialment a aquesta mena de club, anant evolucionant amb el temps.

- Els que tenen l'origen en els "Sailing Clubs" (Clubs de Vela) britànics, i que són bàsicament associacions de propietaris d'embarcacions petites d'un nivell social no tan alt. Aquests clubs es varen estendre molt a mesura que les embarcacions de vela esportiva es varen començar a produir a escala industrial. A la Costa Catalana molts clubs nàutics tenien a més la funció de servir com a centres socials per a l'esbarjo dels estiuejants i de la classe mitjana local. Al contrari que els clubs del primer tipus, molts d'aquests clubs veien la seva activitat molt reduïda, i en alguns casos totalment interrompuda, durant l'hivern. Clubs d'aquesta varietat serien el Club Nàutic Arenys de Mar, Club Nàutic Estartit, Club de Vela Blanes, Club Nàutic Lloret de Mar, Club Nàutic Ampolla, Club Nàutic Premià, i el Club Nàutic el Masnou.

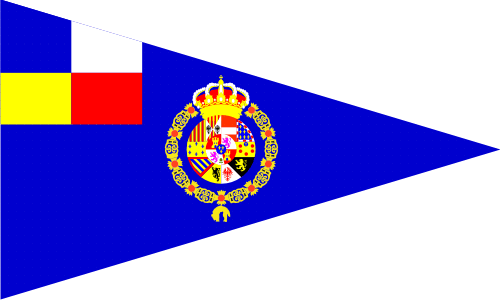
Bandera del Reial Club Nàutic de Barcelona

Tradicionalment tots els clubs nàutics tenen una bandera característica que identifica al club en particular. Les embarcacions del club així com el local social tenen el privilegi de lluir aquesta bandera, que sovint, però no sempre, té forma triangular. Aquesta tradició és tan important, que per exemple, la bandera del Club Nàutic del Neva (Nevsky Flot) de Sant Petersburg, fundat per Pere III de Rússia, va inspirar la bandera de Finlàndia.
Tradicionalment la màxima autoritat en un club de iots era el comodor, pero actualment quasi tots els clubs nàutics tenen un president, igual que qualsevol altre club esportiu i el comodor s'encarrega de les activitats de la flota.

## Instal·lacions
Normalment un Club Nàutic està situat a la vora d'un port, una platja, un llac o un embassament. Tots els clubs club ofereixen diverses instal·lacions als seus membres, la qualitat i dimensions de les quals varien segons la importància del club. Aquestes instal·lacions poden incloure, boies per marcar la zona reservada a les embarcacions, els ancoratges i per a regates, així com una zona de la costa o platja delimitada per a l'ús exclusiu dels membres del club.
Alguns clubs posseeixen un port esportiu amb amarratges per membres i propietaris d'embarcacions, llocs per guardar equipament, dutxes, lavabos, etc. Aquestes instal·lacions poden incloure també un dic sec per la reparació i carenatge de les embarcacions amb grues, escales i tallers.
Pràcticament tots els Clubs Nàutics compten amb un bar (amb restaurant o sense) i un local que afavoreix les activitats socials dels membres i serveix com a lloc de reunió per als socis i llurs famílies.

## Ús de la paraula "Yacht Club"

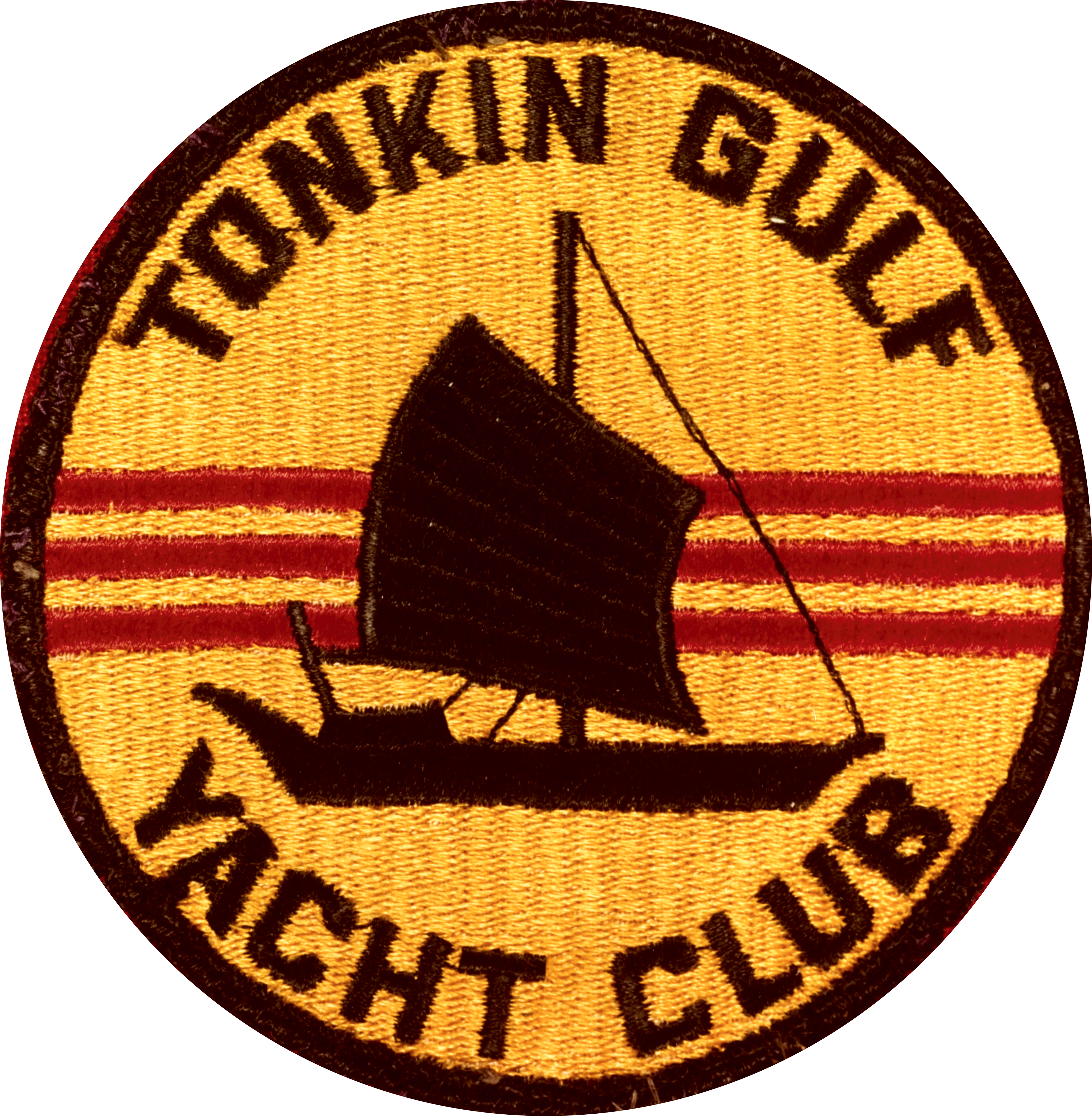
Insignia del "Tonkin Gulf Yacht Club"

Les tradicions i el prestigi normalment associats amb els clubs nàutics han estat qualque vegada subvertits per entitats o empreses que s'han apropiat de la denominació "yacht club" de manera no oficial. Per exemple el "Bangkok Yacht Club" és un complex residencial a la ciutat de Bangkok i el "Gowanus Yacht Club" és una braseria a Brooklyn, Nova York. Normalment l'activitat d'aquests clubs nàutics sense autenticitat no té res a veure amb la navegació de llurs membres en iots, encara que sovint llur façana exterior faci servir un tema nàutic, com el "Samui Yacht Club", que en realitat est un centre turístic a l'illa de Ko Samui.
El "Tonkin Gulf Yacht Club" era la designació no oficial de la Sèptima flota americana durant la Guerra del Vietnam. En aquest cas el nom "yacht club" va ser apropiat amb intencions iròniques. Aquest pseudònim de la Sèptima flota va ser molt popular entre els seus membres a l'época.